# Lukas Märtens
Lukas Märtens (Maagdenburg, 27 december 2001) is een Duitse zwemmer. Hij vertegenwoordigde zijn vaderland op de Olympische Zomerspelen 2020 in Tokio.

## Carrière
Bij zijn internationale debuut, op de Europese kampioenschappen kortebaanzwemmen 2019 in Glasgow, werd Märtens uitgeschakeld in de series van de zowel de 100, 200, 400 en 1500 meter vrije slag als de 200 meter rugslag.
Tijdens de Olympische Zomerspelen van 2020 in Tokio strandde hij in de series van de 200, 400 en 1500 meter vrije slag, op de 4×200 meter vrije slag eindigde hij samen met Poul Zellmann, Henning Mühlleitner en Jacob Heidtmann op de zevende plaats. Op de Europese kampioenschappen kortebaanzwemmen 2021 in Kazan werd de Duitser uitgeschakeld in de halve finales van de 200 meter vrije slag en in de series van de 400, 800 en 1500 meter  vrije slag. In Abu Dhabi nam Märtens deel aan de wereldkampioenschappen kortebaanzwemmen 2021. Op dit toernooi strandde hij in de series van de 200, 400 en 1500 meter vrije slag.
Tijdens de wereldkampioenschappen zwemmen 2022 in Boedapest veroverde hij de zilveren medaille op de 400 meter vrije slag, daarnaast eindigde hij als vierde op de 1500 meter vrije slag, als zevende op de 200 meter vrije slag en werd hij uitgeschakeld in de series van de 800 meter vrije slag. Op de Europese kampioenschappen zwemmen 2022 in Rome werd de Duitser Europees kampioen op de 400 meter vrije slag, daarnaast behaalde hij de zilveren medaille op de 800 meter vrije slag en eindigde hij als zevende op de 200 meter vrije slag. Samen met Poul Zellmann, Henning Mühlleitner en Timo Sorgius eindigde hij als zevende op de 4×200 meter vrije slag.

## Internationale toernooien
| Jaar | Olympische Spelen                                                                 | WK langebaan                                                                     | WK kortebaan                                                | EK langebaan                                                                  | EK kortebaan                                                                                      |
| ---- | --------------------------------------------------------------------------------- | -------------------------------------------------------------------------------- | ----------------------------------------------------------- | ----------------------------------------------------------------------------- | ------------------------------------------------------------------------------------------------- |
| 2019 |                                                                                   | geen deelname                                                                    |                                                             |                                                                               | 61e 100m vrije slag 28e 200m vrije slag 26e 400m vrije slag 16e 1500m vrije slag 28e 200m rugslag |
| 2020 | Geen toernooien vanwege de coronapandemie                                         | Geen toernooien vanwege de coronapandemie                                        | Geen toernooien vanwege de coronapandemie                   | Geen toernooien vanwege de coronapandemie                                     | Geen toernooien vanwege de coronapandemie                                                         |
| 2021 | 17e 200m vrije slag 12e 400m vrije slag 11e 1500m vrije slag 7e 4×200m vrije slag |                                                                                  | 30e 200m vrije slag 22e 400m vrije slag 9e 1500m vrije slag | geen deelname                                                                 | 10e 200m vrije slag 17e 400m vrije slag 9e 800m vrije slag 9e 1500m vrije slag                    |
| 2022 |                                                                                   | 7e 200m vrije slag · 400m vrije slag · 15e 800m vrije slag · 4e 1500m vrije slag | 13-18 december                                              | 7e 200m vrije slag · 400m vrije slag · 800m vrije slag · 7e 4×200m vrije slag |                                                                                                   |

## Persoonlijke records
Bijgewerkt tot en met 12 april 2022
Kortebaan
| Afstand          | Tijd     | Datum            | Plaats    |
| ---------------- | -------- | ---------------- | --------- |
| 200m vrije slag  | 01.44,33 | 5 november 2021  | Kazan     |
| 400m vrije slag  | 03.43,64 | 16 december 2021 | Abu Dhabi |
| 800m vrije slag  | 07.43,84 | 6 november 2021  | Kazan     |
| 1500m vrije slag | 14.37,60 | 20 december 2021 | Abu Dhabi |

Langebaan
| Afstand          | Tijd     | Datum         | Plaats      |
| ---------------- | -------- | ------------- | ----------- |
| 200m vrije slag  | 01.45,44 | 10 april 2022 | Stockholm   |
| 400m vrije slag  | 03.41,60 | 9 april 2022  | Stockholm   |
| 800m vrije slag  | 07.41,43 | 12 april 2022 | Stockholm   |
| 1500m vrije slag | 14.40,28 | 25 maart 2022 | Maagdenburg |
| 200m rugslag     | 01.56,97 | 26 maart 2022 | Magdeburg   |